# Heimito von Doderer

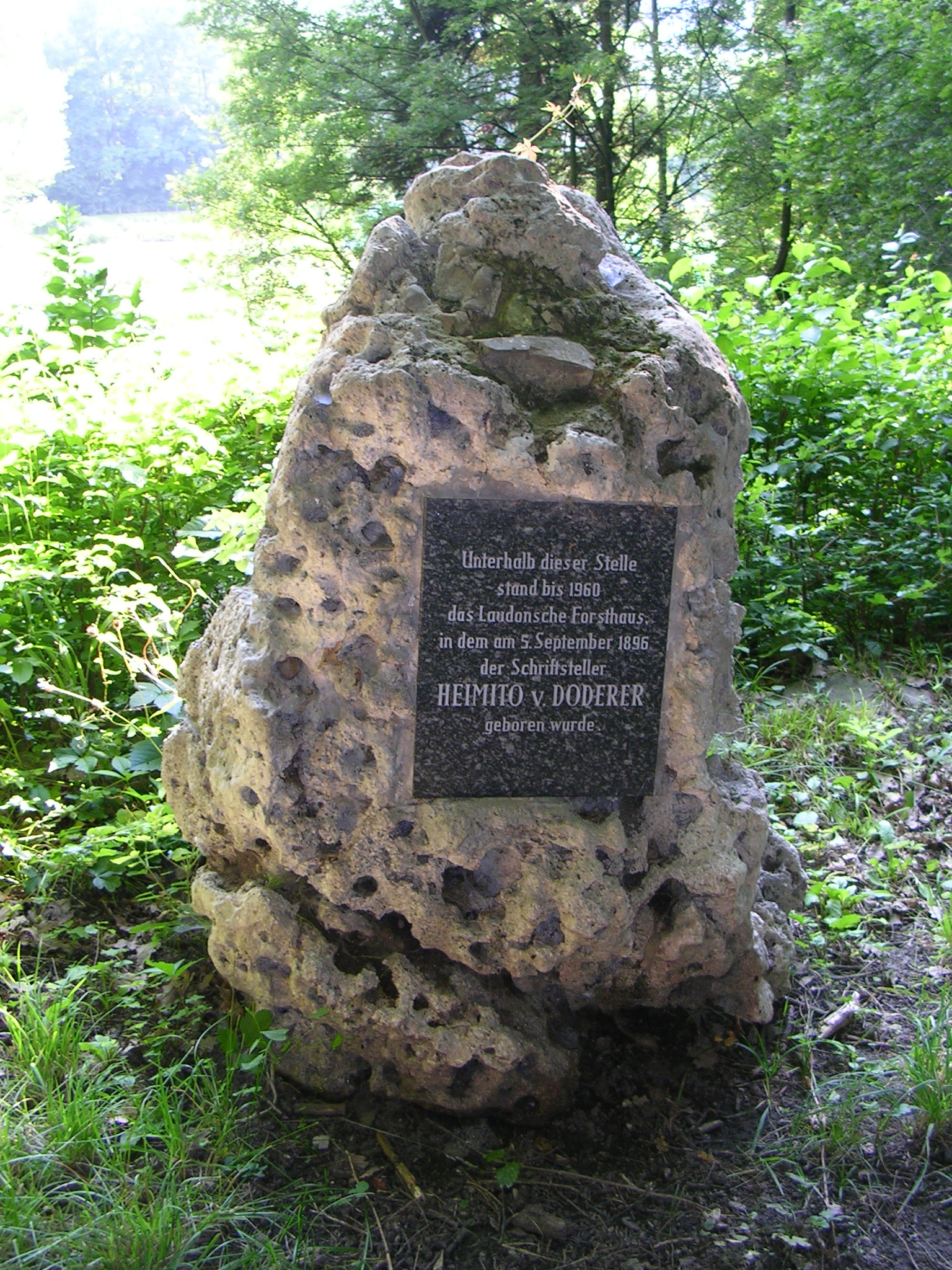
Heimito von Doderer

Heimito von Doderer (n. 5 septembrie 1896 în Weidlingau lângă Viena – d. 23 decembrie, 1966, Viena) a fost un scriitor austriac. A scris romane social-psihologice de epocă, cu elemente de umor macabru și grotesc ce reclamă o viziune ironică modernă, surprinzând cele mai variate tipologii ale societății vieneze din prima jumătate a secolului al XX-lea.

## Opere
- Die erleuchteten Fenster oder die Menschwerdung des Amtsrates Julius Zihal (roman) (1951) (Ferestrele luminate)
- Die Strudlhofstiege oder Melzer und die Tiefe der Jahre (roman) (1951) (Scara Strudhofstiege)
- Die Dämonen. Nach der Chronik des Sektionsrates Geyrenhoff (roman) (1956) (Demonii)
- Die Merowinger oder die totale Familie (roman) (1962) (Merovingienii sau familia totală)